# ماريان كيليمن
ماريان كيليمن (بالسلوفاكية: Marián Kelemen)‏ هو لاعب كرة قدم سلوفاكي في مركز حراسة المرمى، ولد في 7 ديسمبر 1979 في ميخالوفتسى في سلوفاكيا. لعب مع أريس تسالونيكي وبورصة سبور وشلوسك فروتسلاو ونادي تينيريفي ونادي سلوفان براتيسلافا ونادي فنتسبيلس ونادي فيسينداريو وناك بريدا ونومانسيا وياغيلونيا بياويستوك.

## وصلات خارجية
- ماريان كيليمن على موقع الاتحاد الأوربي (الإنجليزية)
- ماريان كيليمن على موقع اتحاد تركيا (لاعب) (الإنجليزية)
- ماريان كيليمن على موقع قاعدة بيانات كرة القدم.إي يو (الإنجليزية)
- ماريان كيليمن على موقع Soccerway.com (الإنجليزية)